# 上毛野国造
上毛野国造（かみつけぬのくにのみやつこ・かみつけぬこくぞう・かみつけののくにのみやつこ・かみつけのこくぞう）は上毛野国を支配した国造。もと毛野国造で、仁徳天皇朝～孝徳天皇朝に下毛野国造と分裂した。

## 概要

### 表記
『古事記』では上毛野君、『日本書紀』、『先代旧事本紀』「国造本紀」では上毛野国造と表記される。

### 祖先
- 『古事記』では豊木入日子命が上毛野・下毛野君の祖とされる。
- 『日本書紀』によると、崇神天皇の皇子の豊城入彦命が東国統治を命じられ、上毛野国造や下毛野国造などの祖先になったという。また、その孫の彦狭嶋王が景行天皇朝に東山道十五国都督に任じられ、その子御諸別王も引き続き、善政を行ったという。
- 『先代旧事本紀』「国造本紀」では崇神朝の皇子・豊城入彦命の孫の彦狭嶋命が、はじめて東方の十二国を治め平らげて、国造に封ぜられたとされる。

### 氏族
上毛野氏（かみつけのうじ、姓は君）。天武天皇13年（684年）に朝臣を賜った。東国統治を担当し、しばしば蝦夷と交戦した。
古代、香取海に注ぐ毛野川流域には、大和から派遣された、崇神天皇の皇子豊城入彦命を祖とし出雲神を祀る一大豪族が毛野国（けののくに）を形成し、その後毛野国は上毛野国と下毛野国（下野国）に分割された。古来より上毛野国は江戸湾に注ぐ古利根川流域であったが利根川東遷事業により毛野川を合わせ大海・太平洋に注ぐ利根川流域地域となり、領域は現在の群馬県とほぼ同じである。

## 本拠
国造の本拠は山田郡、新田郡周辺と見られる。両郡には大型古墳が多数築造されており、これらが国造の奥津城と見られる。

### 支配領域
国造の支配領域は当時上毛野国と呼ばれた地域で、後の律令国家の上野国、現在の群馬県にあたる。

## 氏神
国造の奉斎社は群馬県前橋市に鎮座する上野国二宮の赤城神社か。祭神は国造の祖である大己貴命・豊城入彦命。

### 墓
- 藤本観音山古墳
栃木県足利市にある全長117メートルの前方後方墳で、4世紀中頃の築造。被葬者は御諸別王か[1]。
- 朝子塚古墳
群馬県太田市にある全長123メートルの前方後円墳で、4世紀末から5世紀初頭の築造。被葬者は御諸別王の妻か。
- 別所茶臼山古墳
群馬県太田市にある全長164メートルの前方後円墳で、4世紀末から5世紀初頭の築造。被葬者は荒田別か。
- 太田天神山古墳
群馬県太田市にある全長210メートルの前方後円墳で、5世紀前半から中頃の築造。被葬者は竹葉瀬か。

## 人物
- 御諸別王（みもろわけのみこ）
古墳時代の官人。景行天皇朝に毛野へ赴く。
- 大荒田別命（おおあらたわけのみこと）
古墳時代の武人。神功皇后摂政期に活動。
- 竹葉瀬（たかはせ）
古墳時代の武人。仁徳天皇朝の遣新羅使。白鹿を発見して天皇に献上したという。
- 上毛野田道（かみつけののたぢ）
古墳時代の武人。仁徳天皇朝の将軍。新羅を討つが、蝦夷に敗死したという。竹葉瀬の弟で下毛野国造の祖。
- 上毛野小熊（かみつけののおぐま）
古墳時代の武人。安閑天皇朝の国造。関東地方に覇をなし、武蔵国造家の内紛に介入したという。

## 子孫
- 上毛野形名
飛鳥時代の武人。舒明天皇朝の将軍。一度は蝦夷に敗れたが、妻の機転で巻き返したという。
- 上毛野稚子
飛鳥時代の武人。天智天皇朝の将軍。阿倍比羅夫らとともに新羅の城を落とした。
- 上毛野三千
飛鳥時代の官人。天武天皇朝の学者。川嶋皇子らと史書編纂に携わった。
- 上毛野穎人
平安時代の官人。遣唐録司。東宮学士。薬子の変で上皇側の情報を密告した。
- 上毛野滋子
平安時代の女官。典侍。従三位。藤原良房家の人。
- 上毛野永世
平安時代の官人。尾張介。従四位下。貞観格編纂に参加した。